# 10928 Caprara
10928 Caprara è un asteroide della fascia principale. Scoperto nel 2001, presenta un'orbita caratterizzata da un semiasse maggiore pari a 2,782015 UA e da un'eccentricità di 0,222715, inclinata di 8,666421° rispetto all'eclittica. Ha un diametro di 13,363 km e un'albedo di 0,039.
Fa parte della famiglia di asteroidi Dora.
L'asteroide è dedicato al giornalista e divulgatore scientifico italiano Giovanni Caprara.